# Klein Vrystaat
Klein Vrystaat – republika burska istniejąca w latach 1876–1891.
Utworzono ją w 1876 roku na ziemiach odkupionych przez burskich osadników od króla Suazi. W 1886 uchwalono konstytucję. W 1891 Klein Vrystaat włączono do Transwalu.